# Dunakeszi
Dunakeszi är en stad i provinsen Pest i Ungern. Staden har 43 990 invånare (2021), på en yta av 31,06 km².